# 波照間てるこ。
波照間てるこ。（はてるま てるこ、1980年8月12日 - ）は、日本の元お笑い芸人（ピン芸人）。本名、波照間 由佳。
沖縄県浦添市出身。山中企画に所属したあと、フリーで活動。身長159cm、スリーサイズはB90・W80・H90。
現在芸人は廃業しており、東貴博が経営するもんじゃ焼き店に勤務している。

## 来歴・人物
- 2004年、東京家政学院大学家政学部を卒業。
- MONGOL800と芸人の宮川たま子は、同じ高校のクラスメイトだった。
- 2007年、浅井企画お笑いタレントセミナー（第6期）を修了し、浅井企画の傍系である山中企画に所属、お笑い芸人としてデビュー。同年9月22日、『エンタの神様』に初出演。
- 2008年からは、本人の思惑に反して、事務所社長の資金繰りのために単独ライブ『波照間てるこ。のやめなさいって～』を月一回開催。その結果、芸が荒れはじめる。
- 2009年11月、所属していた山中企画を離れ、フリーとなる。
- 特技はリコーダーで、中学時代に四重奏で全国大会に出場し、金賞を獲得したほどである。
- 中学・高校の家庭科の教員免許と、書道七段の資格を持っている。
- ネットラジオで共演している赤プルと「赤プルとてるこ。」を組み、このコンビで2008年にM-1グランプリ出場の他、ライブにも出演した。
- ブログは2011年6月を最後に更新せず、上記の通り、芸人は廃業している。

## ネタ
- チアガールに扮した波照間が、有名人（倖田來未、蛯原友里など）に必要のないアドバイスをした後、「がんばれ〜!」とエールを送る。その直後ポンポンを落とし、拾おうとした際に、カメラや司会者などに対して胸や尻を凝視したなどと抗議し、「やめなさいって〜!」と諌める。
- 漫談では、頭にシーサーのぬいぐるみを付けた姿で踊りながら登場し、自分の体を「ムッチリバ～ディ」と言いながらネタを行っている。

## 出演
- エンタの神様（日本テレビ）キャッチコピーは、「時代を引っ張るCL（チアリーダー）」。3回出演。
- 大笑点2008（日本テレビ）
- 爆笑最前線 （NHK衛星第2テレビジョン）
- 草野☆キッド （テレビ朝日） - 2008年8月5日